# Gran Duc de Luxemburg
Luxemburg és una monarquia constitucional de la qual el cap d'estat és el Gran Duc de Luxemburg (o Gran Duquessa de Luxemburg, en el cas que sigui dona). El primogènit del Gran Duc rep el nom de "Gran Duc Hereu de Luxemburg".
Des de 1964, el Gran Ducat pertany a la dinastia dels Nassau-Weilburg per voluntat del gran duc Joan que va mantenir com a cognom de la dinastia el de la seva mare davant el del seu pare (Borbón-Parma).
El Gran Duc i altres membres de la Família Gran Ducal reben el tracte d'Alteses Reials i són Prínceps i Princeses de Nassau (Principat) i Borbó-Parma.

## Llista dels Grans Ducs
Casa de Nassau-Orange
- Guillem I, tb. Rei dels Països Baixos, (1815-1840).
- Guillem II, tb. Rei dels Països Baixos, (1840-1849).
- Guillem III, tb. Rei dels Països Baixos, (1849-1890).

Casa de Nassau-Weilburg
- Adolf, (1890-1905).
- Guillem IV, (1905-1912).
- Maria Adelaida, (1912-1919).
- Carlota, (1919-1964).
- Joan I, (1964-2000).
- Enric I, (2000-Present).